# Heist (West-Vlaanderen)
Heist is een badplaats aan de Belgische Kust en een deelgemeente van Knokke-Heist, het was een zelfstandige gemeente tot aan de gemeentelijke herindeling van 1971.
Heist is gegroeid uit twee woonkernen gelegen op twee leenhoven van de parochie Lissewege. 
Op het leengoed Hof van Koudekercke groeide het "eerste dorp" dat in 1221 de parochie Koudekercke werd genoemd. Later ontstond er nabij het leengoed Hof ter Heys over de dijk nabij de zee een "tweede dorp" dat eerst Noorddorp en later Heys genoemd werd. Niet veel later werd de term Koudekercke afgeschaft en werd het oudste dorp als een onderdeel van de parochie Heys beschouwd. Rond het einde van de 16de eeuw werd de naam Heyst gebruikt.
In 1877 veranderde de officiële naam naar Heyst-aan-zee, wat later Heist-aan-Zee werd. In 1971 werd de voorheen zelfstandige gemeente opgenomen als deelgemeente Heist in de nieuwe fusiegemeente Knokke-Heist.
Naast de oude kern van Heist liggen in de deelgemeente ook Duinbergen en een deel van Albertstrand. Deze maken echter alle deel uit van één stedelijke kern, die ook samengegroeid is met die van Knokke.

## Beknopte geschiedenis
In de 9de en 10de eeuw werden de Gentele en de Zidelingedijk aangelegd, die verbonden werden door de Evendijk. Andere dijken volgden en zo ontstond een ringdijk. De terpen binnen deze dijk, toevlucht voor schaapherders en hun kuddes, konden toen permanent worden bewoond. De terp Rugge werd de woonplaats voor herders, boeren en vissers. De terp lag in de noordoosthoek van de parochie Lissewege, waardoor de naam Oosthoek ontstond, in de 13e eeuw werd dit Koudekerke. In het laatste kwart van de 12de eeuw splitste de parochie van Koudekerke zich af van die van Lissewege. Het patronaatsrecht viel toe aan de Abdij van Sint-Bertinus te Sint-Omaars.
Van het oorspronkelijke Koudekerke rest tegenwoordig alleen nog een straatnaam en archeologische resten.
Ondertussen werden inpolderingen uitgevoerd ten noorden van Koudekerke, waarbij de Oudemaarspolder ontstond. Vissers uit Koudekerke vestigden zich op deze plaats, waar grondgebied van de leenhoeve Hof van Heist was gelegen, en zo ontstond het Noorddorp, het latere Heyst.
Vanaf de 14de eeuw groeide Heist uit tot een belangrijke vissersplaats. Begin 15de eeuw werd Heist geplunderd door Engelse troepen in het kader van de Honderdjarige Oorlog.
In de eerste helft van de 16de eeuw kwam de visserij opnieuw tot bloei. In 1541 werd een binnenhaven aangelegd: Het Sas van Heist. Niet veel later begonnen de Godsdienstoorlogen en vooral in 1575-1576 kreeg men te maken met plundertochten door de Geuzen. In 1584 werd de kerk in brand gestoken. Van 1594-1595 werd de kerk door de Spaansgezinden omgebouwd tot een versterkte wachtpost, de Fortificatie van Heyst. Tijdens de Tachtigjarige Oorlog raakte het dorp in verval en weken vele vissers uit naar Zeeland.
Van 1655-1657 werd de Isabellavaart gegraven. Het herstel van de visserij verliep langzaam, maar van 1750-1760 vestigden zich nieuwe vissers in Heist.
Reeds vanaf 1840 begon het toerisme vorm te krijgen. Omstreeks 1870 werd de Zeedijk aangelegd, de huidige boulevard. In 1873 was sprake van de Compagnie Immobilière de Heyst welke gronden aankocht in de duinen om te verkavelen. Ondertussen was de visserij weer in belang toegenomen, maar deze activiteiten vonden nu meer oostwaarts plaats. In 1901 werd een vismijn gebouwd.
Heist groeide uit van vissersdorp tot badplaats. Het toerisme kwam reeds eind 19de eeuw op gang. Na Oostende en Blankenberge was Heist in de belle epoque de 3de grootste badplaats aan de Belgische kust. Het elitaire publiek verbleef in stijlvolle villa's en hotels. 
Sinds 1868 was Heist het eindpunt van de spoorlijn Brugge-Blankenberge-Zeebrugge-Heist.(dit is nu deels de baan van de Kusttram). Knokke had dus nog geen trein, maar vanaf 1890 reed er wel een stoomtram van Brugge via Knokke naar Heist. Deze later elektrische lijn reed tot 1956.
In 1907 vonden belangrijke werkzaamheden plaats aan de Haven van Zeebrugge, en ook de visserij verplaatste zich naar deze haven. Heist ontwikkelde zich verder als badplaats. 
Na de Tweede Wereldoorlog werden grote infrastructuurwerken verricht. Zo werd bijvoorbeeld de spoorlijn naar het zuiden verlegd (van het huidige Heldenplein tot op het einde van de Bondgenotenlaan; zie ook: station Heist). Het nieuwe station werd in 1951 in gebruik genomen, samen met de komst van het massatoerisme. Dit alles heeft het uitzicht van de badplaats grondig veranderd. Zo rest op de Zeedijk bijvoorbeeld praktisch geen enkel gebouw meer uit de begindagen van de badplaats. Een van de laatste overblijvende gebouwen, het Hotel Bristol uit 1927, werd in 2006 gesloopt.

## Demografische ontwikkeling
- Bronnen:NIS, Opm:1831 tot en met 1970=volkstellingen

## Bezienswaardigheden

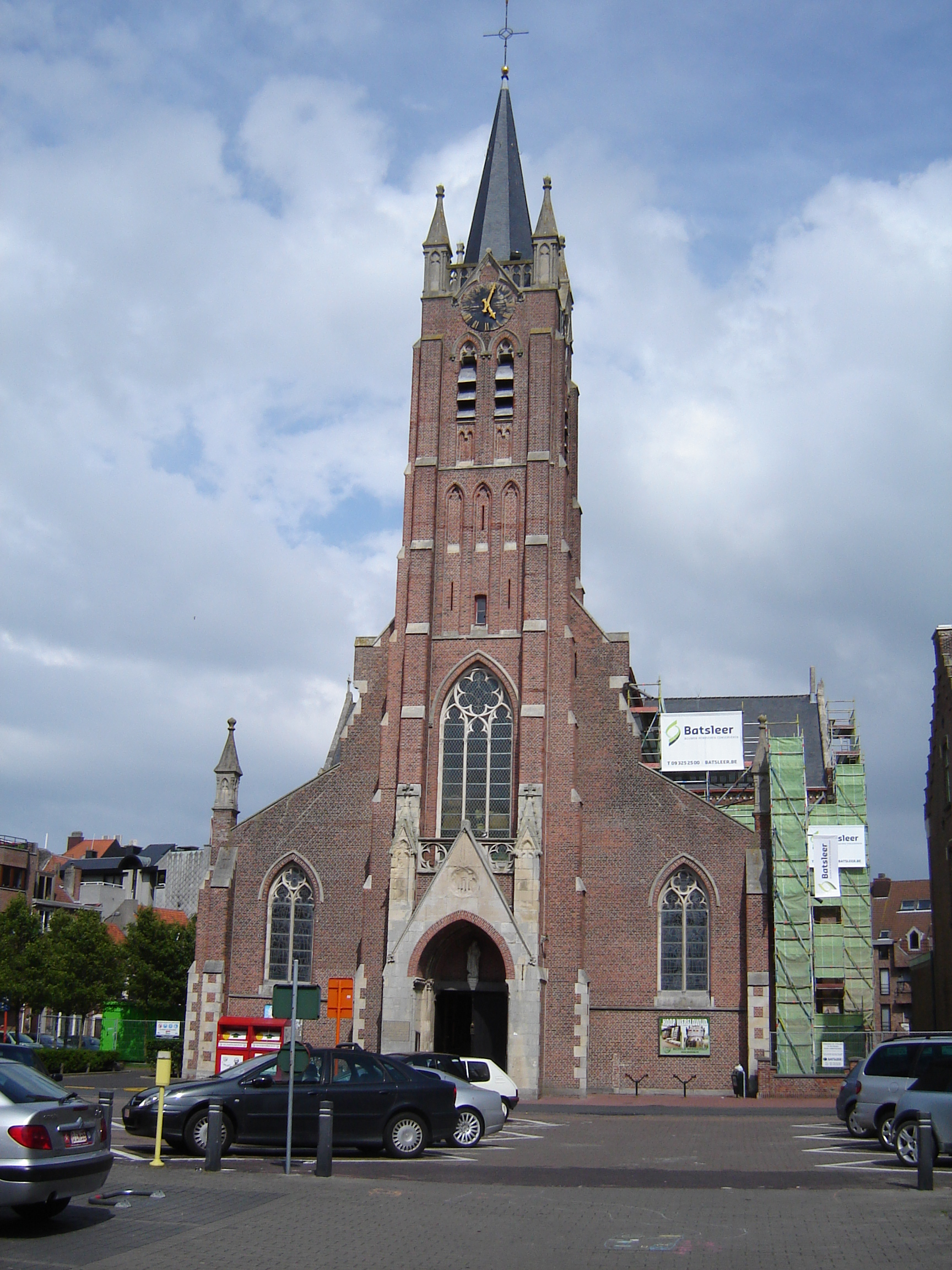
Sint-Antonius-Abtkerk
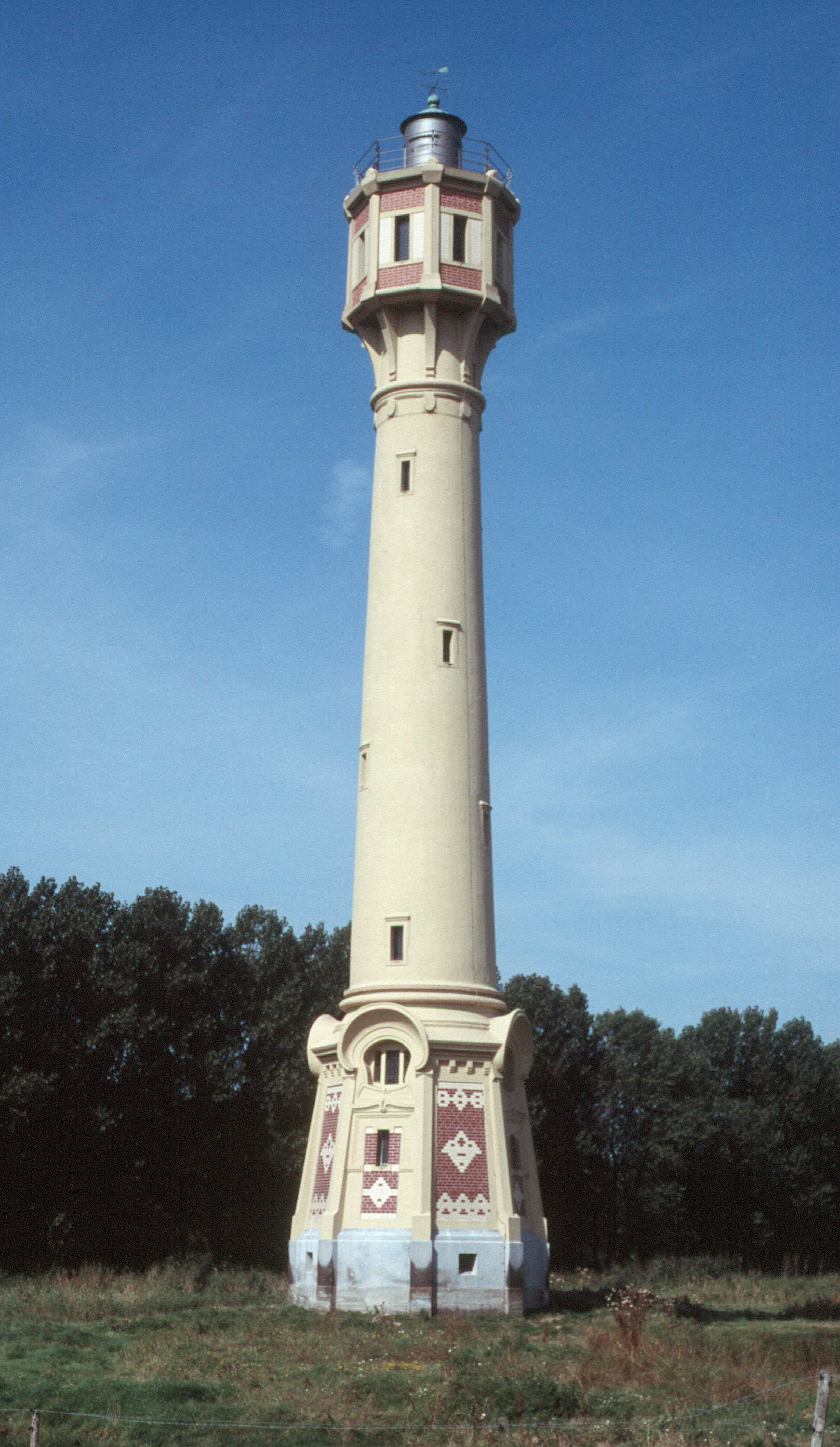
De Hoge vuurtoren van Heist
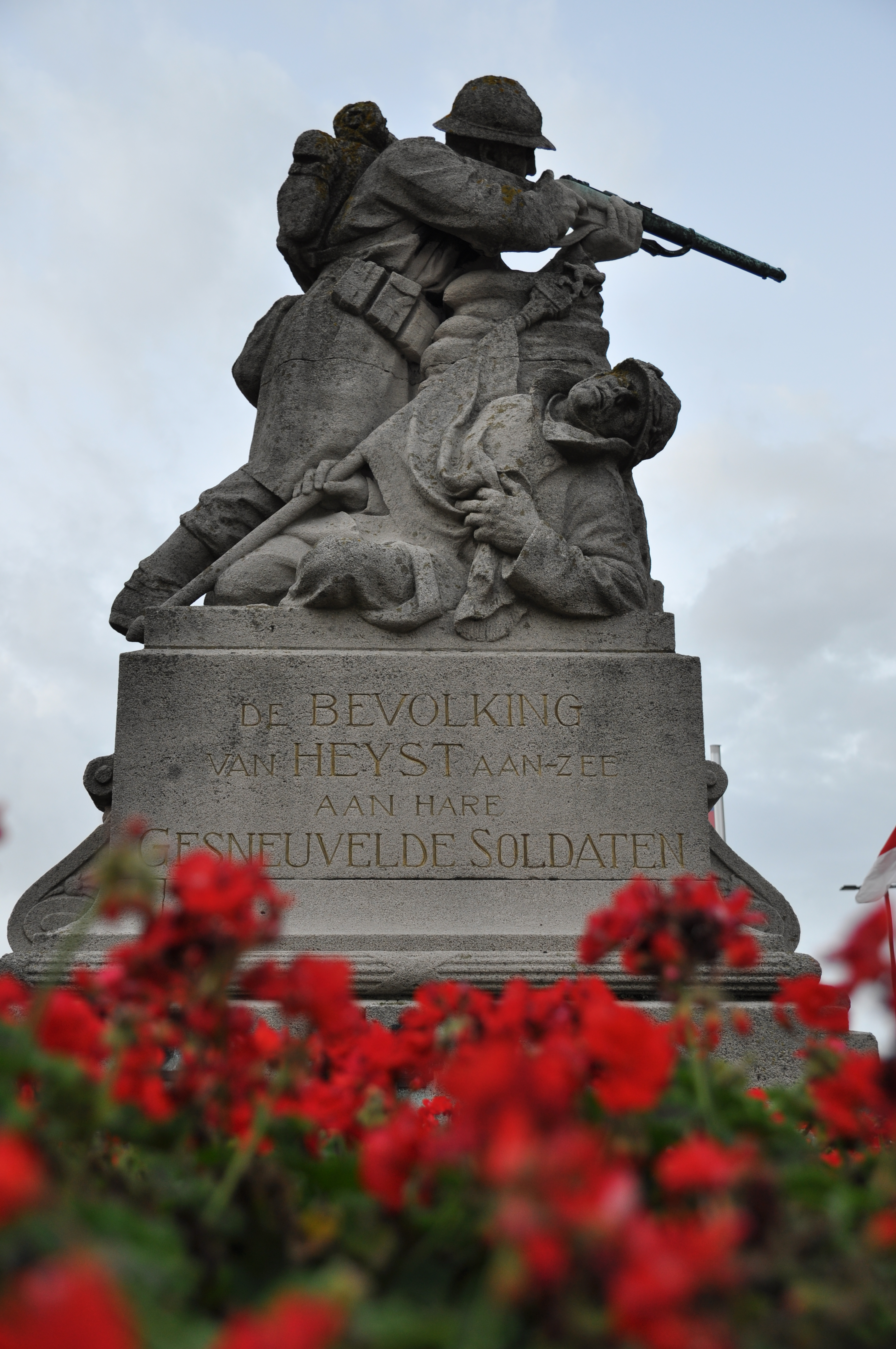
Standbeeld voor de slachtoffers van de Eerste Wereldoorlog
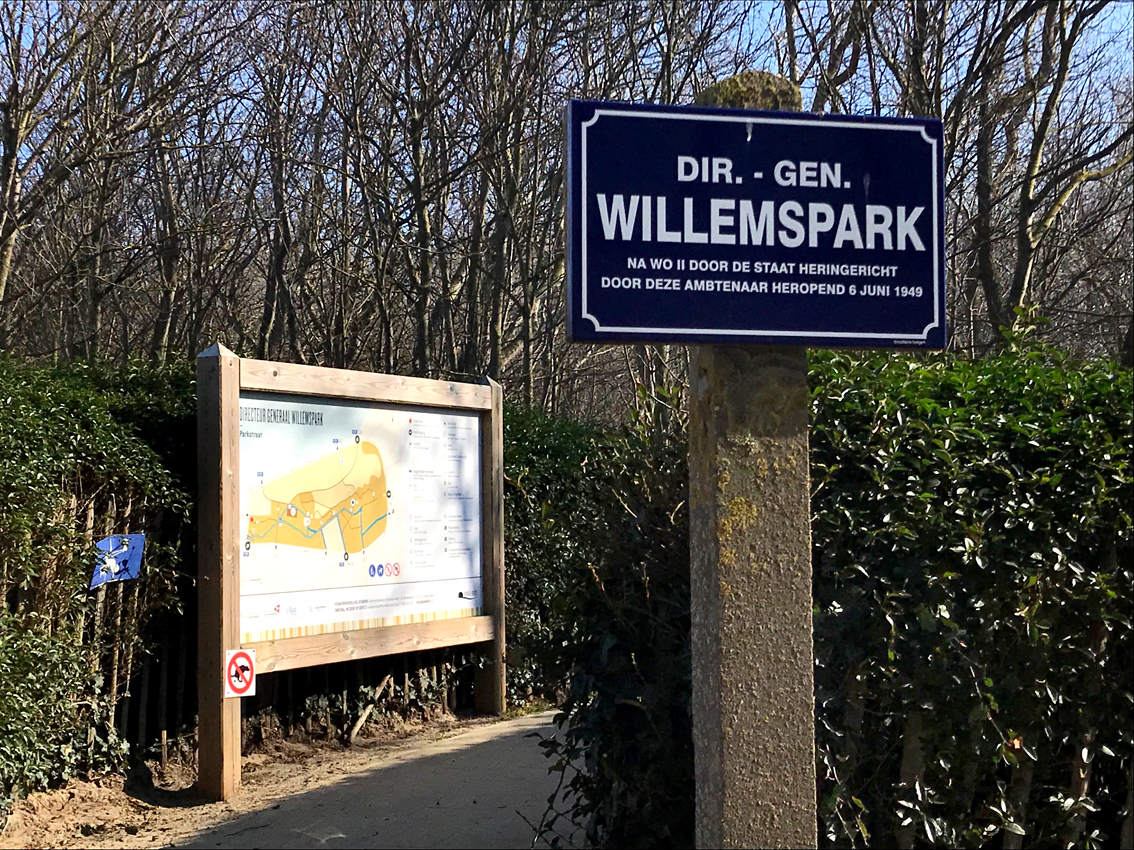
Het Directeur-Generaal Willemspark in Heist-aan-zee
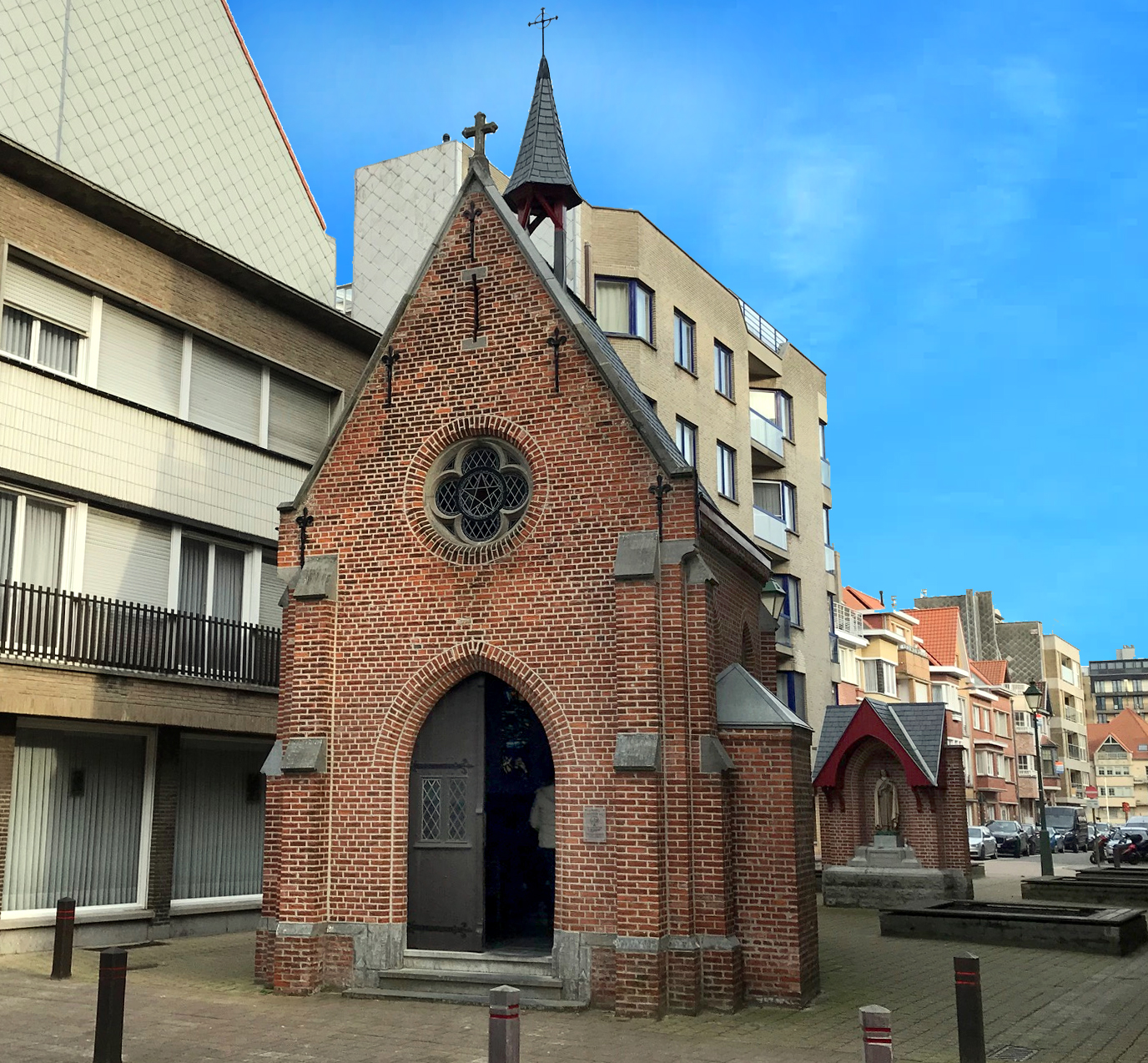
De Visserskapel van Heist-aan-zee
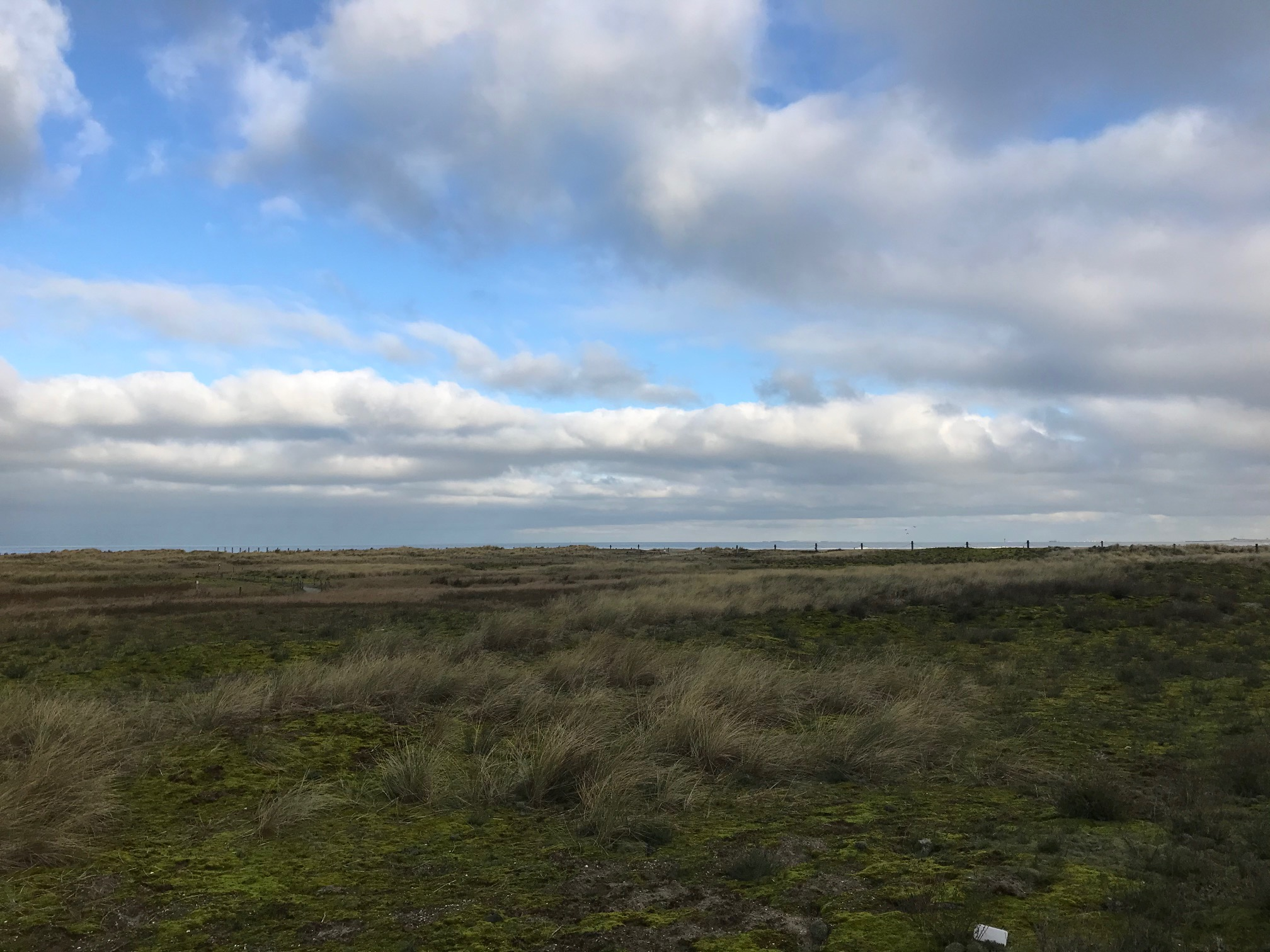
De Baai van Heist
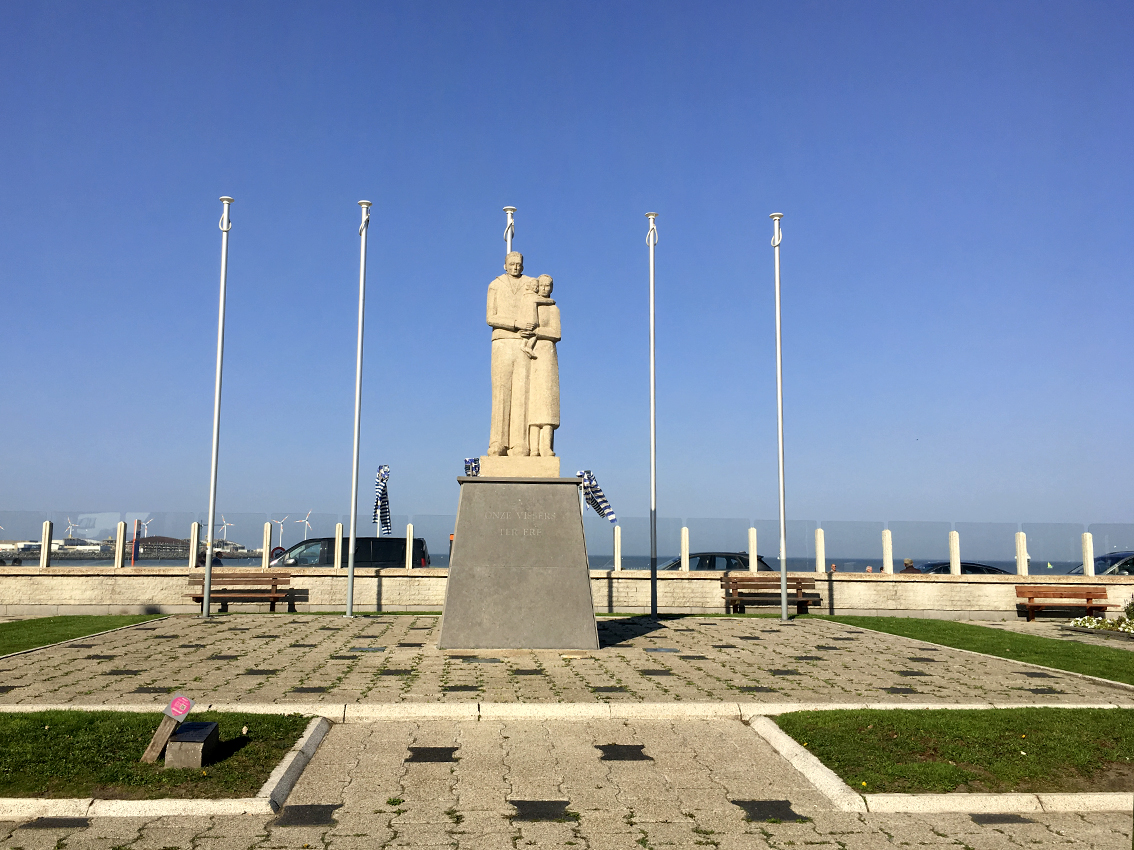
Het Vissershuldeplein in Heist-aan-zee
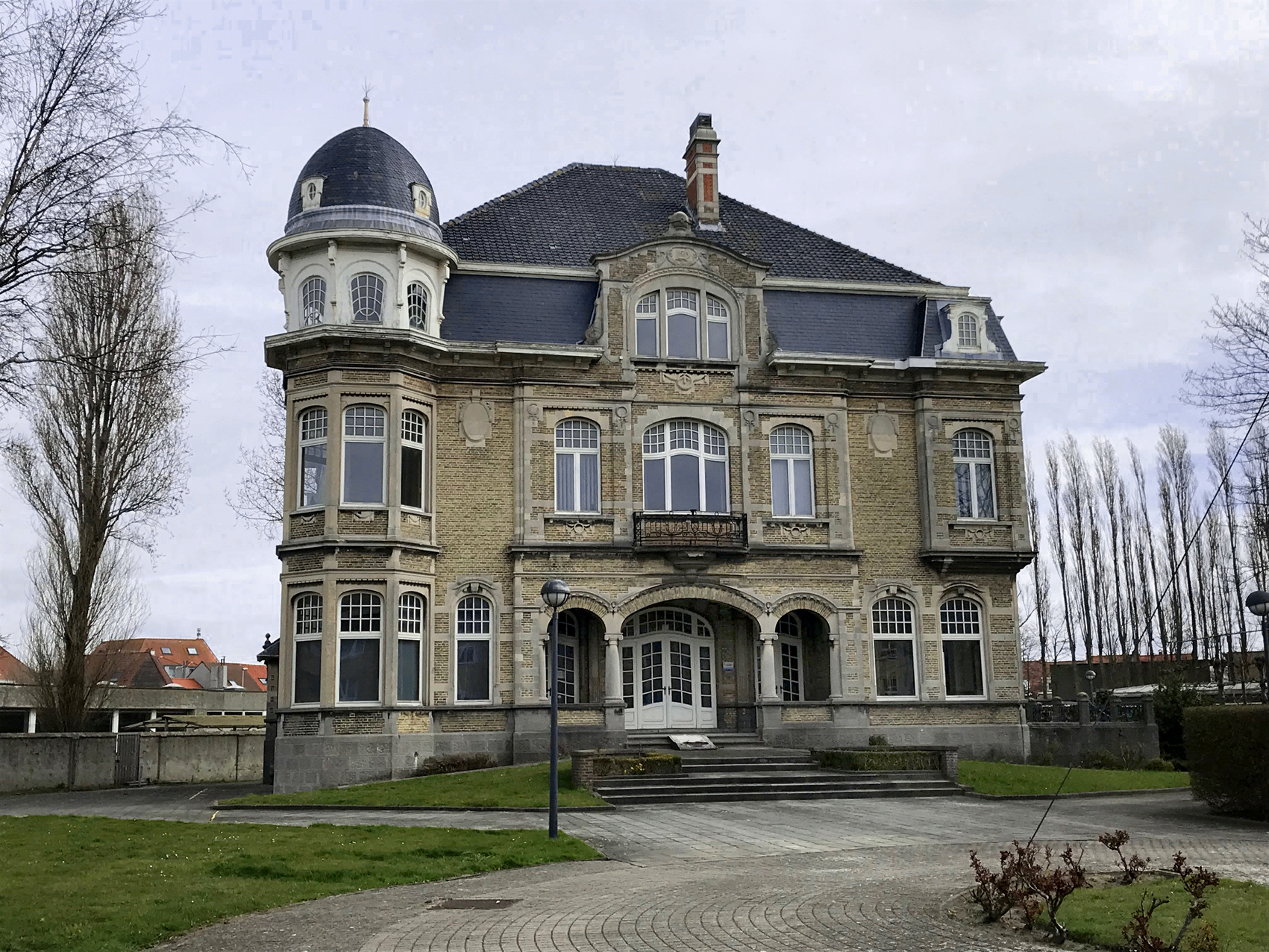
Het "kasteeltje" van Heist-aan-zee
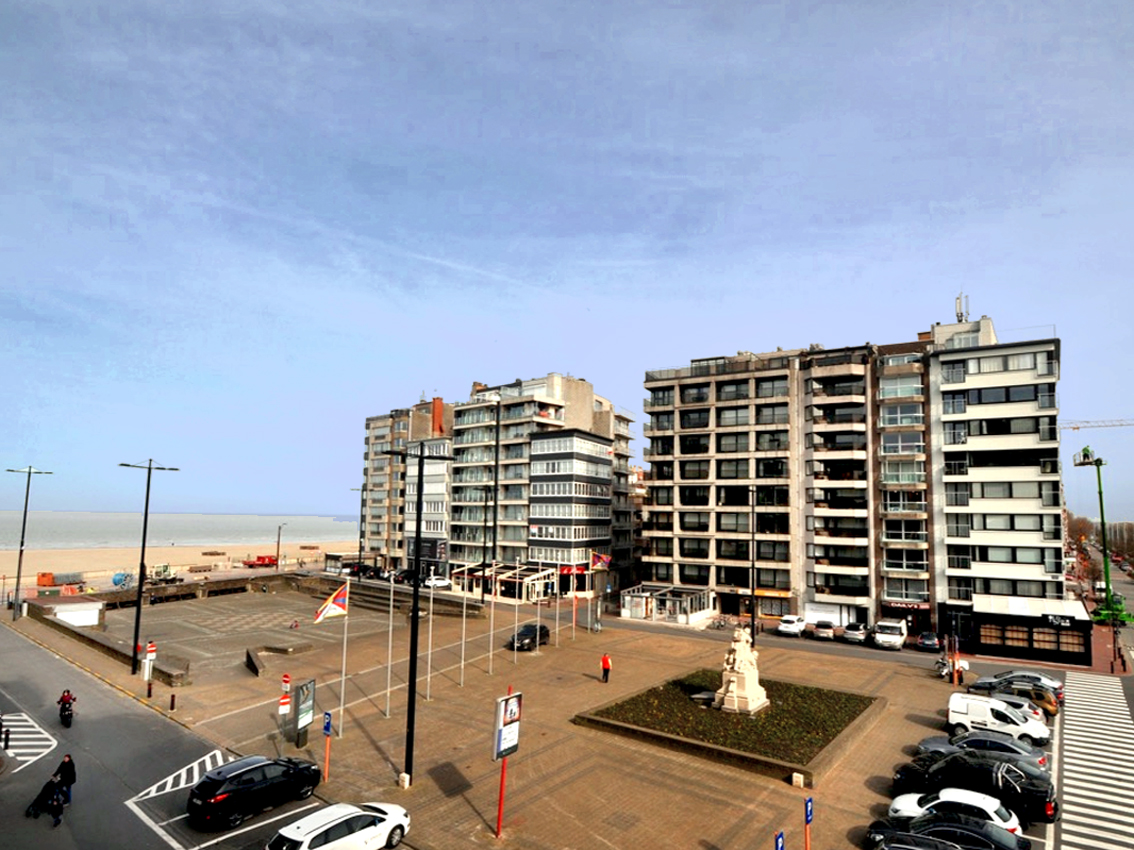
Het Heldenplein

- Sint-Antonius Abtkerk: een neogotische kerk uit 1872 - 1875, naar ontwerp van architect Pierre Buyck
- Directeur-Generaal Willemspark: een 10 hectare groot park, oorspronkelijk (en in de volksmond nog steeds) Bosje van Heist genaamd
- Het Boerenhof (18de eeuw)
- Het Heldenmonument voor de slachtoffers van de Eerste Wereldoorlog op het Heldenplein, in 1921 opgericht.
- Het Hooglicht - Vuurtoren (1907) langs de Elisabetlaan in de Vuurtorenweiden
- Het Laaglicht
- Voormalige gemeenteschool in de Pannenstraat (1899), tegenwoordig museum Sincfala over de Zwinstreek.
- De Visserskapel, een neogotische kapel uit 1892
- De Baai van Heist
- Villa Littoral uit 1898 - het laatste stukje belle epoque op de zeedijk in Heist
- De Bolle (1883)
- Het Kasteeltje van Heist (1921) - voormalige zeevisserijschool
- De Kinkhoorn(1925)
- Het Vissershuldeplein (1880)
- De Moefe en de Garre (1880)
- Het Lac van Heist (1911) en de Chalet Belle-Vue
- De Sashul (1999)
- De Kleiputten van Heist (1850)
- De Lichtenlijn (2008)
- De Heldentoren
- Het Community House
- De Reuzen Pier en Wanne
- Het Carnaval (sedert 1928)
- Het pleintje aan de Bakkerstraat met het beeld Nest van kunstenares Claire Todd
- De oude kerhofmuur (19de eeuw)
- De oude pastorie (19de eeuw)
- Het burgerhuis Maison de Notre Dame aux Neiges, vanaf 1931 huis van de onderpastoors tot 1993
- Het Maes en Boerenboomplein
- De keunepit
- Moeder Rosalie Babelutte (sedert ongeveer 1950)
- Het Beeld Socorristas (de redders van Heist) van kunstenares Aurora Canero
- Het Sportstadion De Taeye (1960)
- De Zeezegening (sedert de vroege middeleeuwen, doorstart in 1990)
- Het kijkplafond van kunstenaar Stefaan Schreel
- De Chalet Suisse van S.A. Tennis de Heyst-Duinbergen (1909)
- De Heldentoren (in aanbouw)
- Het Community House (aangekondigd)
- De Esplanade (aangekondigd)
- Het station van Heist (1951)

Ondertussen verdwenen
- Voormalig stadhuis van Heist (1931-1932), een modernistisch gebouw, naar ontwerp van architecten Gustaaf Bailyu (Heist) en François Langeraert (Gent). De toren is geïnspireerd op die van het Raadhuis van Hilversum.
- Zaal Ravelingen
- Oud huis Rosalie Babelutte

## Natuur en landschap
Heist ligt aan de Noordzee en grenst in het westen aan het haven- en industriegebied van Zeebrugge. De kust is dicht bebouwd met uitzondering van het Directeur-Generaal Willemspark, een duinrestant, dat tussen Heist en het aangrenzende Duinbergen ligt. Aan de zeekust ligt in het westen het natuurgebied Baai van Heist, en ten zuiden daarvan zijn er de natuurgebieden Sashul en Vuurtorenweiden. Ten zuiden van Heist bevindt zich het West-Vlaams polderland met de Kleiputten van Heist, een overblijfsel van de baksteenindustrie en nu een natuurgebied. Hier loopt ook de Isabellavaart.

## Evenementen doorheen het jaar
- Het jaarlijkse carnaval tijdens de krokusvakantie met de grootste stoet van West-Vlaanderen is een van de grote toeristische trekpleisters tijdens het winterseizoen.
- In de zomermaanden juli en augustus is er de wekelijkse Folkloremarkt op donderdag.
- Er is een wekelijkse markt op dinsdag
- Kneistival
- Op 15 augustus gaat de hernieuwde processie ter ere van O.L.Vrouw Ster der Zee uit. Deze wordt gevolgd door een zeewijding.

## Verkeer
Heist ligt aan de Koninklijke Baan en het tracé van de kusttram. Het heeft ook een eigen treinstation. Ook buslijn 3 Ramskapelle-Knokke en buslijn 45 Zeebrugge-Knokke-Maldegem rijden door Heist.

## Trivia
- Heist-aan-zee heeft een zeer actieve heemkring en belangengroep Heyst Leeft
- Bart Peeters heeft een nummer geschreven over deze kustplaats logischerwijs getiteld "Heist aan Zee", te vinden op zijn album 'Het Plaatje Van Bart Peeters' (2002). In 1994 had Jimmy Frey, een Bruggeling die een deel van zijn jeugd in Heist woonde,  ook al een liedje uitgebracht ‘Heist aan zee 1951’
- Heist en Duinbergen vormen ook het decor van de VTM-serie Wittekerke
- Jozef Vantorre schreef een boek over zijn familieverleden in Heist, genaamd De Kavijaks. Dit boek werd verfilmd door Stijn Coninx
- Heist is de woonplaats van Justus de Broekenaere in de serie Jiskefet.[3]

## Heist in de kunst

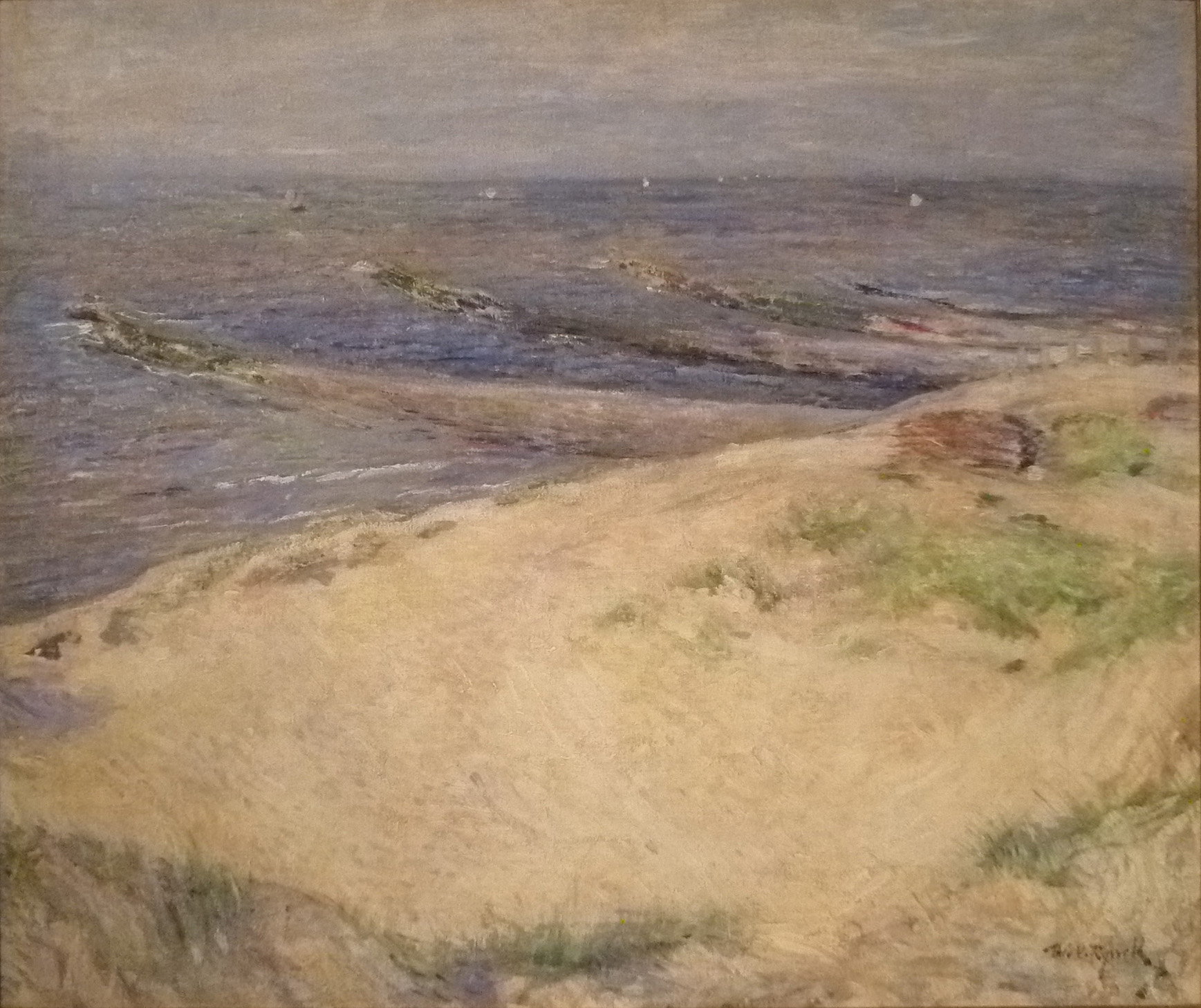
Vier golfbrekers te Heist, Théo van Rysselberghe
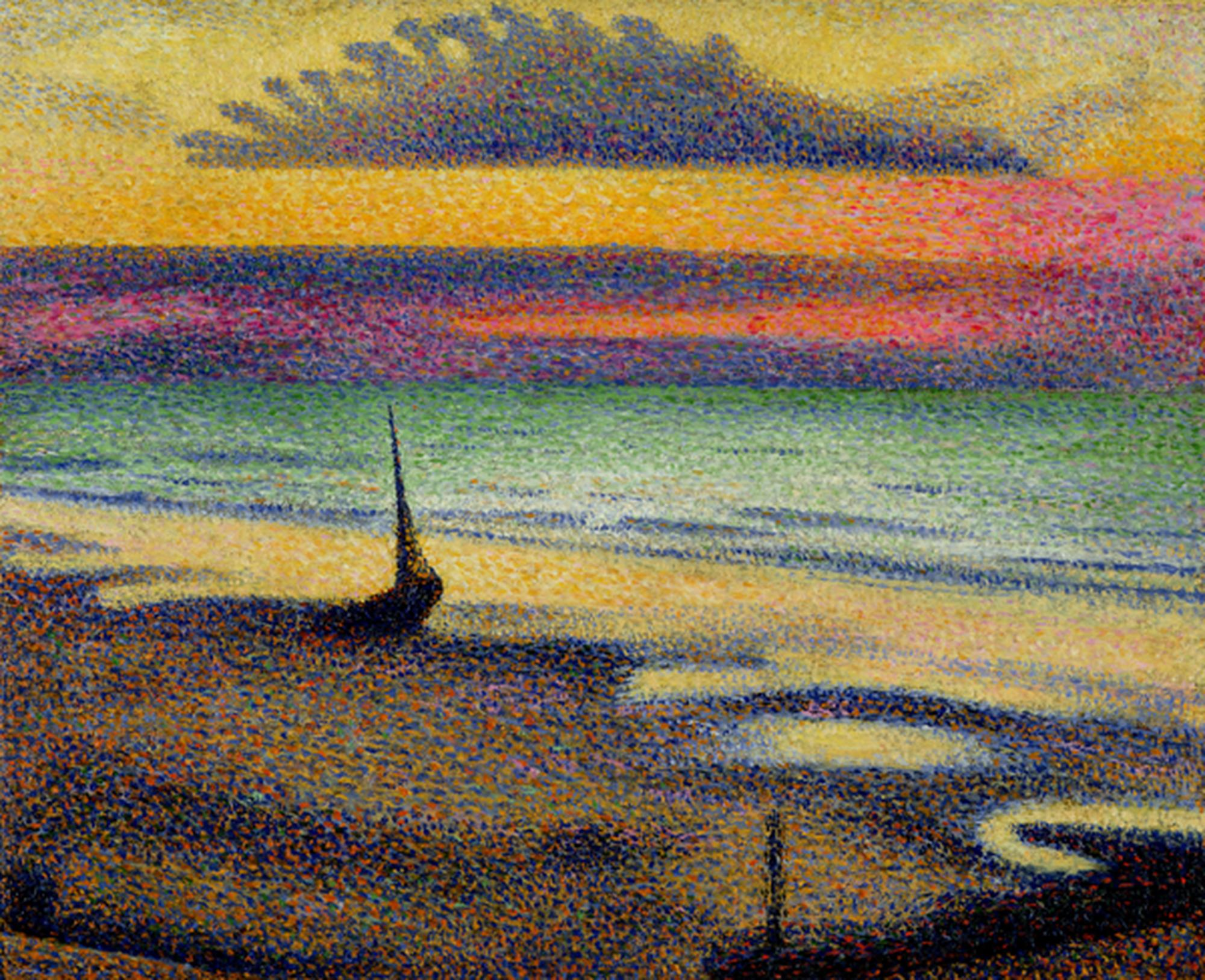
Plage à Heist, Georges Lemmen
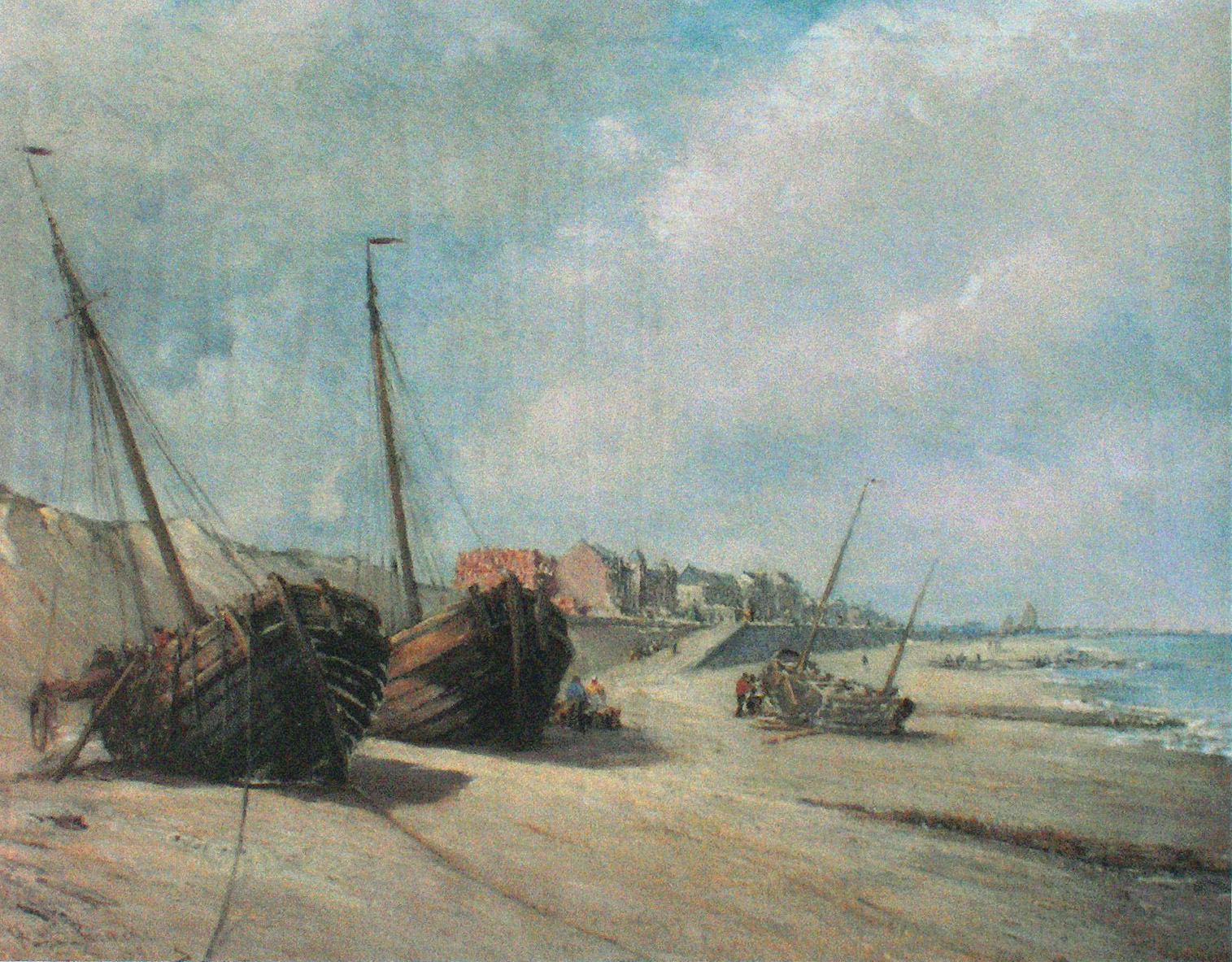
Vissersboten op het strand van Heist (1891) van Henri Permeke

## Nabijgelegen kernen
Zeebrugge, Ramskapelle, Westkapelle, Duinbergen
Deelgemeenten: Heist · Knokke · Ramskapelle · Westkapelle

Wijken: Albertstrand · Duinbergen · Het Zoute

Belgische gemeenten · Arrondissement Brugge · West-Vlaanderen · Vlaanderen